# 윤호영
윤호영(1984년 6월 1일~)은 대한민국의 전 농구선수이다.현 중앙대 감독. 중앙대학교 졸업 후, 2008년 원주 DB 프로미에 1차 3순위로 지명 입단하였다. 드래프트 당시 1위를 달리던 원주 DB 프로미는 윤호영을 지명해 더욱 탄탄한 전력을 구축했다.
윤호영은 박찬희등 9명과 함께 2012년 4월 30일 국군체육부대에 입대하였다.
그리고 2014년 1월 29일 제대하였다.
한편 국군체육부대시절 당시 부산 kt 소닉붐 선수였던 장재석은 무한펌핑하다 마지막 윤호영의 블락에 굴욕적으로 찍혔다. 이에 농구팬들 사이에선 그 경기를 '윤선생 농구교실' 이라고 일컬었다.

## 출신학교
- 내손초등학교
- 구로중학교
- 낙생고등학교
- 중앙대학교

## 경력
- 2008년~2023년: 원주 DB 프로미
- 2012년~2014년 1월: 국군체육부대

## 수상
- 2010-2011 현대모비스 프로농구 이성구기념상
- 2011-2012 KB국민카드 프로농구 MVP
- 2012 프로-아마농구 최강전 MVP
- 농구대잔치 2013 남자부 MVP